# كليم ستيفنسون
كليم ستيفنسون (بالإنجليزية: Clem Stephenson)‏ كان لاعب كرة قدم إنجليزي كان يلعب في مركز الوسط. لعب خلال مسيرته 440 مباراة سجل خلالها 127 هدفاً.

## المسيرة الاحترافية

### أندية لعب لها
- أستون فيلا
- هدرسفيلد تاون